# Michael Pacher

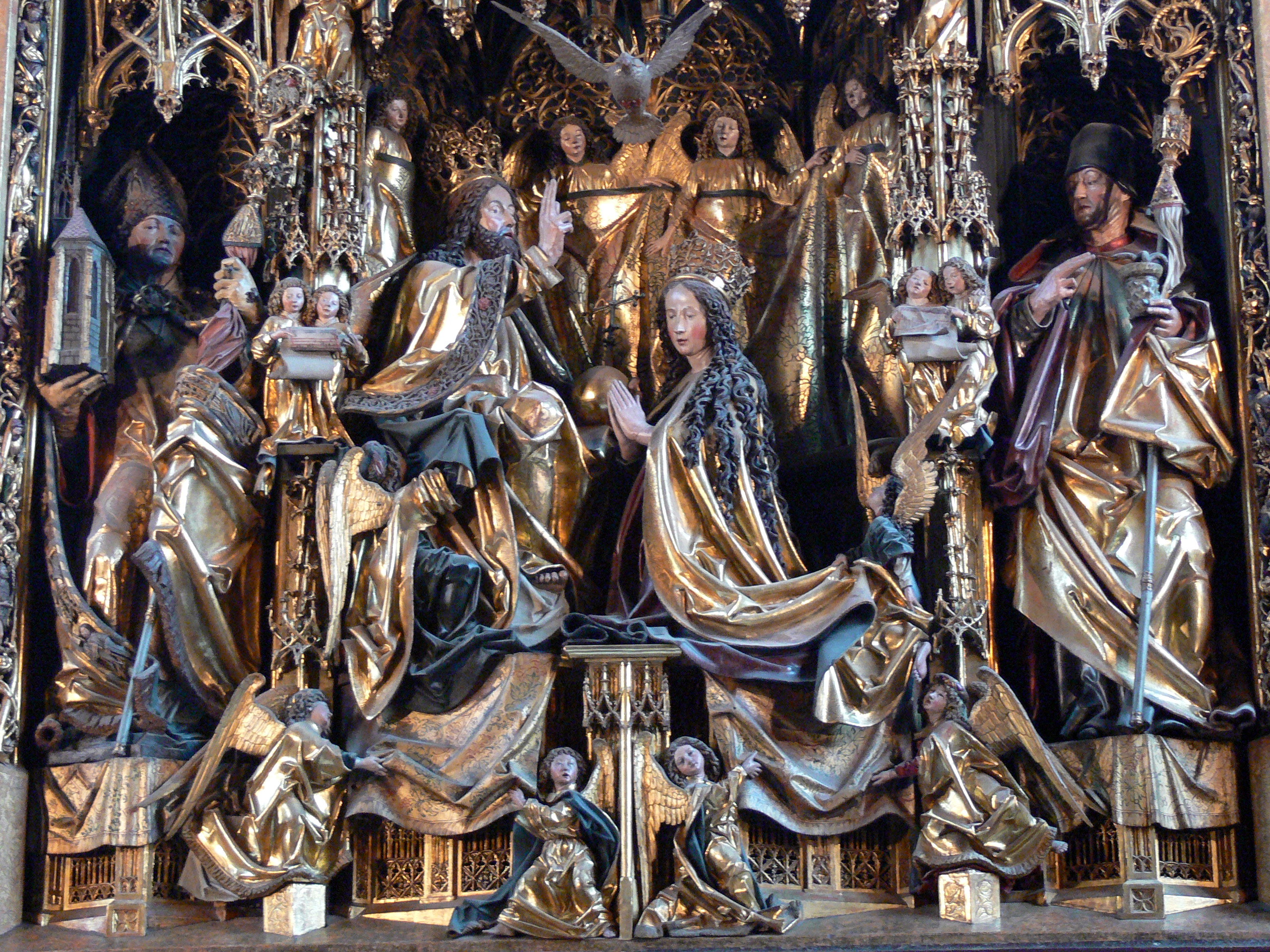
Marienkrönung im Hauptschrein des Pacher-Altars in St. Wolfgang im Salzkammergut

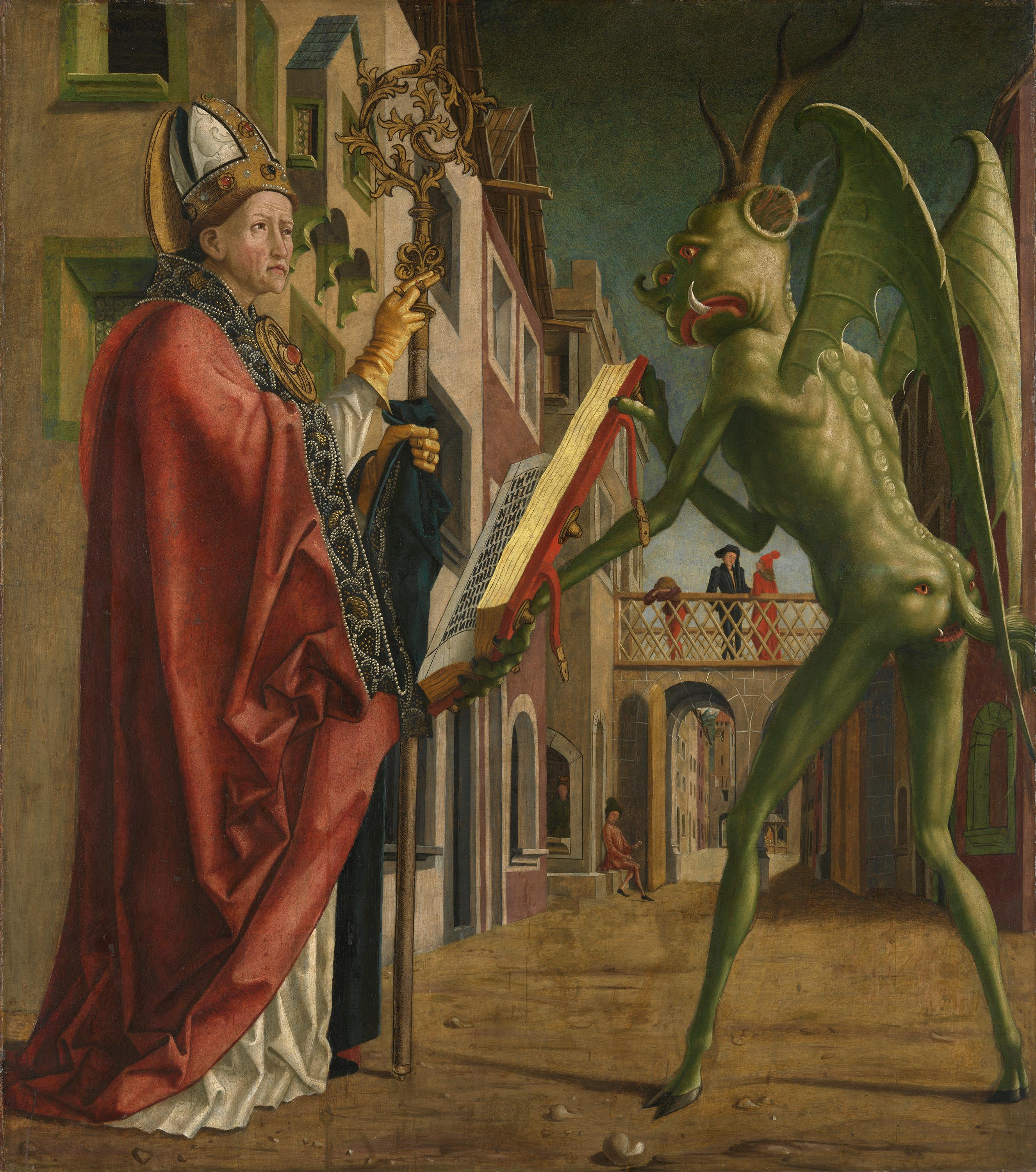
Kirchenväteraltar, Flügelaußenseite: Der Teufel weist dem hl. Augustinus das Buch der Laster vor, um 1480, Alte Pinakothek, München

Die Michael Pacher zugeschriebene „Schöne Madonna“, das Prunkstück von Adolph Johannes Fischers Sammlung

Michael Pacher (* um 1435 vermutlich in Mühlen bei Pfalzen, Tirol; † 1498 in Salzburg) war ein Tiroler Maler und Bildschnitzer. Er gehört zu den wichtigsten Meistern der österreichischen Spätgotik.

## Leben
Der als Maler und Bildschnitzer gleich bedeutende Pacher führte in Bruneck im Pustertal von etwa 1460/65 bis 1495 eine der leistungsfähigsten Altarbauwerkstätten seiner Zeit. Von ihrer Produktion sind zwei mittelgroße und zwei große Flügelaltäre ganz oder in Hauptteilen erhalten geblieben, ferner etwa je zwei Dutzend Einzelfiguren und -gemälde, deren ursprünglicher Zusammenhang die Forschung bis heute beschäftigt. Der als Maler, Bildschnitzer und auch Entwerfer seiner Altarwerke tätige Meister wohnte und arbeitete in den letzten drei Lebensjahren in Salzburg. Über sein Leben ist nur wenig bekannt, da nur einige Dokumente, wie Rechnungen, Verträge und Quittungen, indirekte Auskunft geben.
Die Lehrzeit Pachers dürfte zu Anfang der vierziger Jahre bei Leonhard von Brixen begonnen haben. In diesem Jahrzehnt sind über die Südtiroler Kunsttradition hinaus Kontakte zur Kunst der Frührenaissance in Oberitalien wahrscheinlich. Aber auch die süddeutsche Kunstentwicklung (vgl. Hans Multschers Flügelaltar von 1458 in Sterzing, Niclas Gerhaert van Leyden in Süddeutschland und Wien) und über diese vermittelte Elemente der niederländischen Kunst seiner Generation sind in Pachers Stilsynthese eingeflossen.
Die frühesten bekannten Retabel sind ein kleiner Thomas-Beckett-Altar (Tafeln in Graz) und ein Marienaltar mit Flügelbildern der Laurentiuslegende um 1465/66 (Teile in Bruneck, München und Wien). Es folgten der reduziert erhaltene Marienkrönungsaltar in Bozen-Gries (1471/73 – der hierzu erhaltene Werkvertrag von 1471 sah eine Entlohnung des Künstlers mit 450 Mark vor), der einzige vollständige in situ verbliebene Doppelflügelaltar in St. Wolfgang am Wolfgangsee (Oberösterreich, 1471/79) und der nur mit den Gemälden überlieferte Kirchenväteraltar (München) für das Kloster Neustift bei Brixen (1475/83). Verloren ist ein Michaelsaltar für die Bozener Pfarrkirche (1481/84). In der Salzburger Spätphase entstanden bis auf Einzelstücke verlorene Flügelaltäre für die Franziskanerkirche und die St. Michaelskirche. Die zahlreichen Wandmalereien (vorwiegend Fresken) vom Pustertal bis nach Kärnten, die stilistisch für Pacher in Anspruch genommen werden, sind weder archivalisch gesichert noch ausreichend erforscht. Beispiele hierfür sind die Sakristeidecke von Neustift bei Brixen, der Bildstock in Welsberg oder das Südportaltympanon der Stiftskirche von Innichen.
Die technisch-ökonomische und künstlerische Leistungsfähigkeit der Pacher-Werkstätte und ihre dreißigjährige Kontinuität zählt nach Konzeption, Umfang und Qualität zu den Höhepunkten der spätgotischen Retabelherstellung in Europa. Sie ist gekennzeichnet durch die ausgewogene Verteilung von Skulpturen und Gemälden, die seit dem Lorenzaltar mittels perspektivischer Raumkonstruktion bereits auf einen zentralen Betrachterstandpunkt Bezug nehmen (besonders Wolfgangsaltar). Die auf dem Bildträger nachweisbare geometrische Konstruktion stellt deren früheste Übernahme aus der Frührenaissance Italiens in die Kunst der deutschsprachigen Länder dar. Dabei verbinden Pachers Raum- und Figurenkompositionen die antikisierende Formenstrenge und Proportionalität des Südens mit der Fülle der Ausdrucks- und Schmuckform des Nordens. In seinen Retabeln bilden Skulpturen und Tafelbilder, Architekturen und Ornamente mit ihren aufwendigen Farb- und Metallfassungen eine glanzvolle Einheit, kurz vor ihrer Auflösung in die einzelnen Bildgattungen unter der neuzeitlichen Bildautonomie. Diese Synthese des transzendentalen Universalismus des Mittelalters mit der neuen, immanenten Erfassung der Wirklichkeit steht den philosophisch-theologischen Schriften des Bischofs von Brixen und Frühhumanisten Nikolaus von Kues nahe. In der Pacher-Werkstätte waren teils namentlich bekannte Meister als Mitarbeiter tätig wie der Meister von Uttenheim, Friedrich Pacher und Marx Reichlich. Die Mitarbeit von Hans Pacher ist umstritten, Simon von Taisten war der fruchtbarste Nachfolger als Wandmaler. Die Kunst Pachers hat die Entwicklung der Tiroler Kunst vom letzten Drittel des 15. Jahrhunderts bis zum Beginn der Reformation geprägt.

## Werke

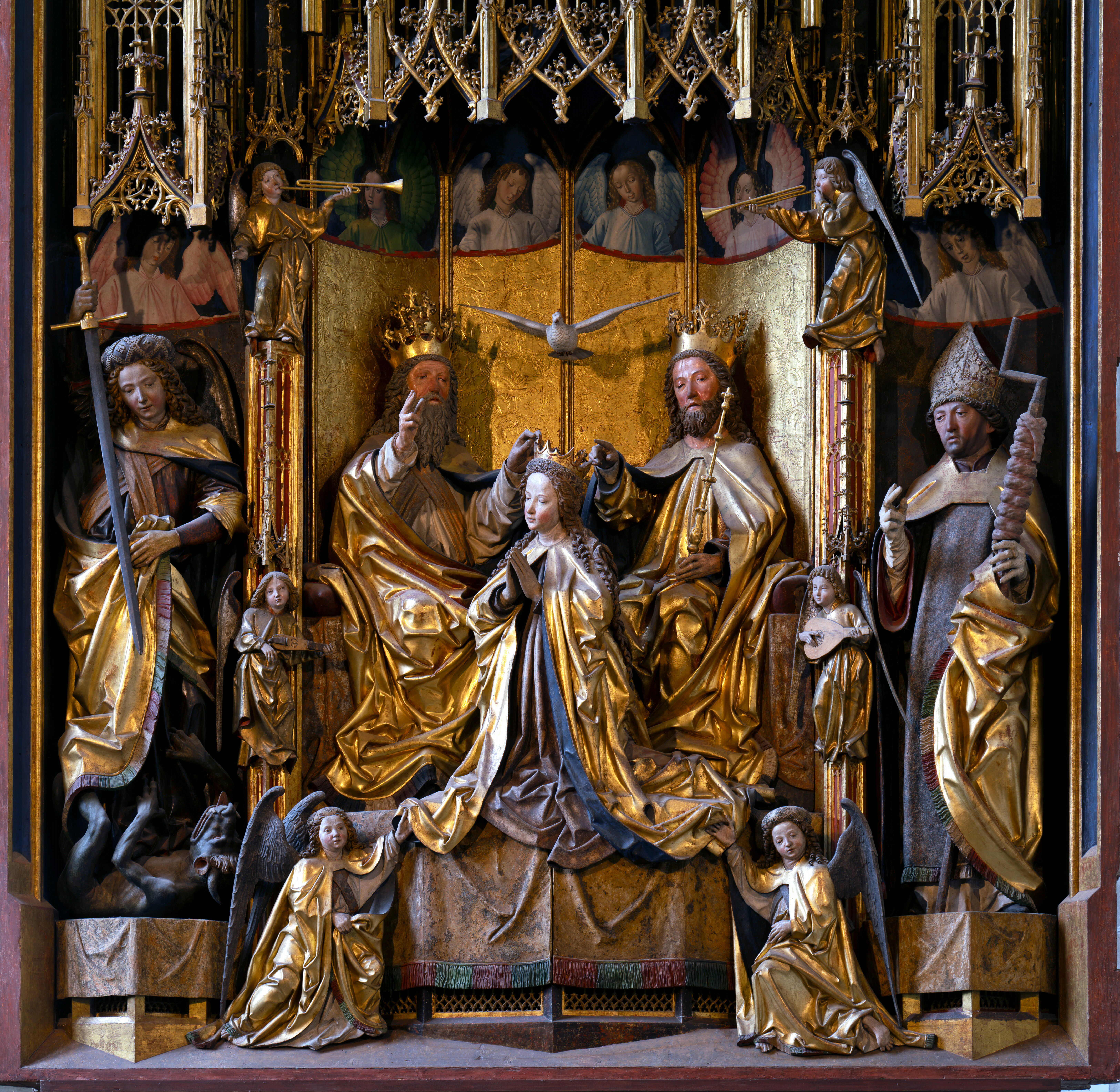
Altar in der Alten Grieser Pfarrkirche in Bozen

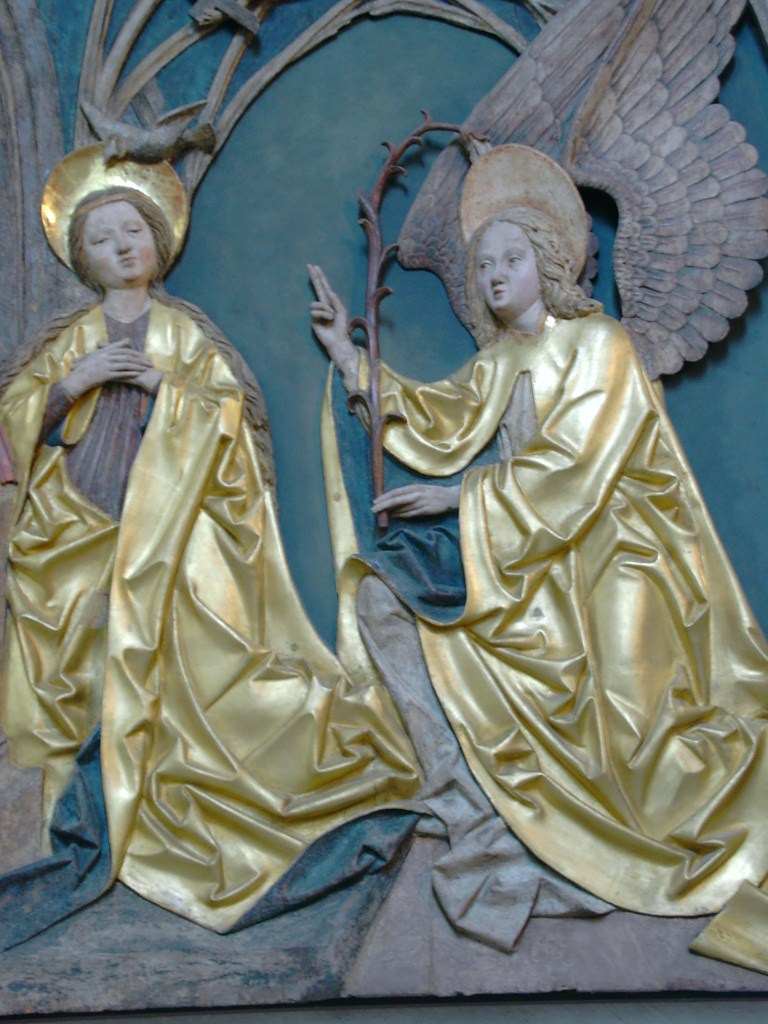
Verkündigung, Schreinflügel, Bozen-Gries, Alte Pfarrkirche

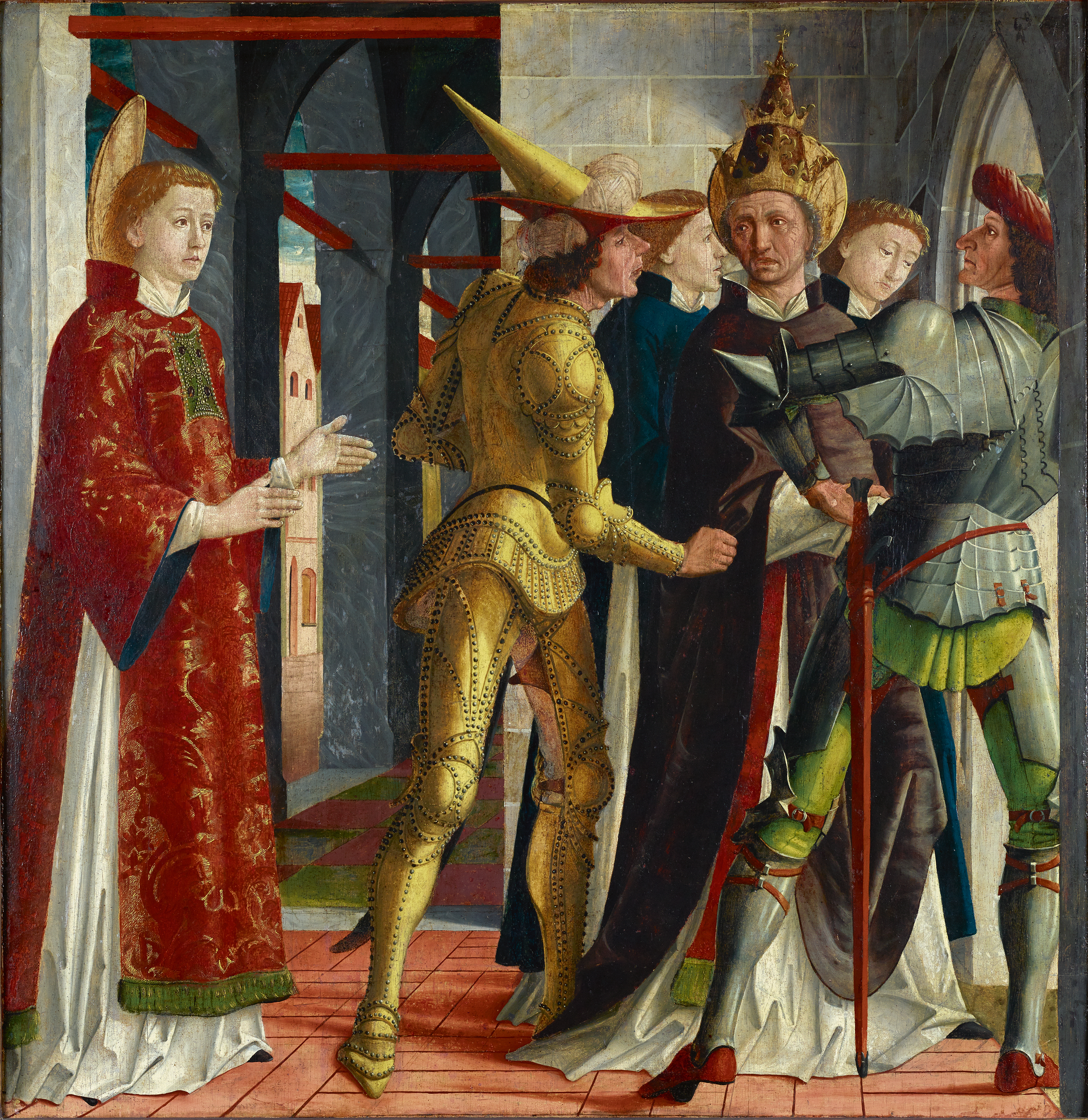
Papst Sixtus II. nimmt Abschied vom hl. Laurentius, um 1465, Belvedere, Wien

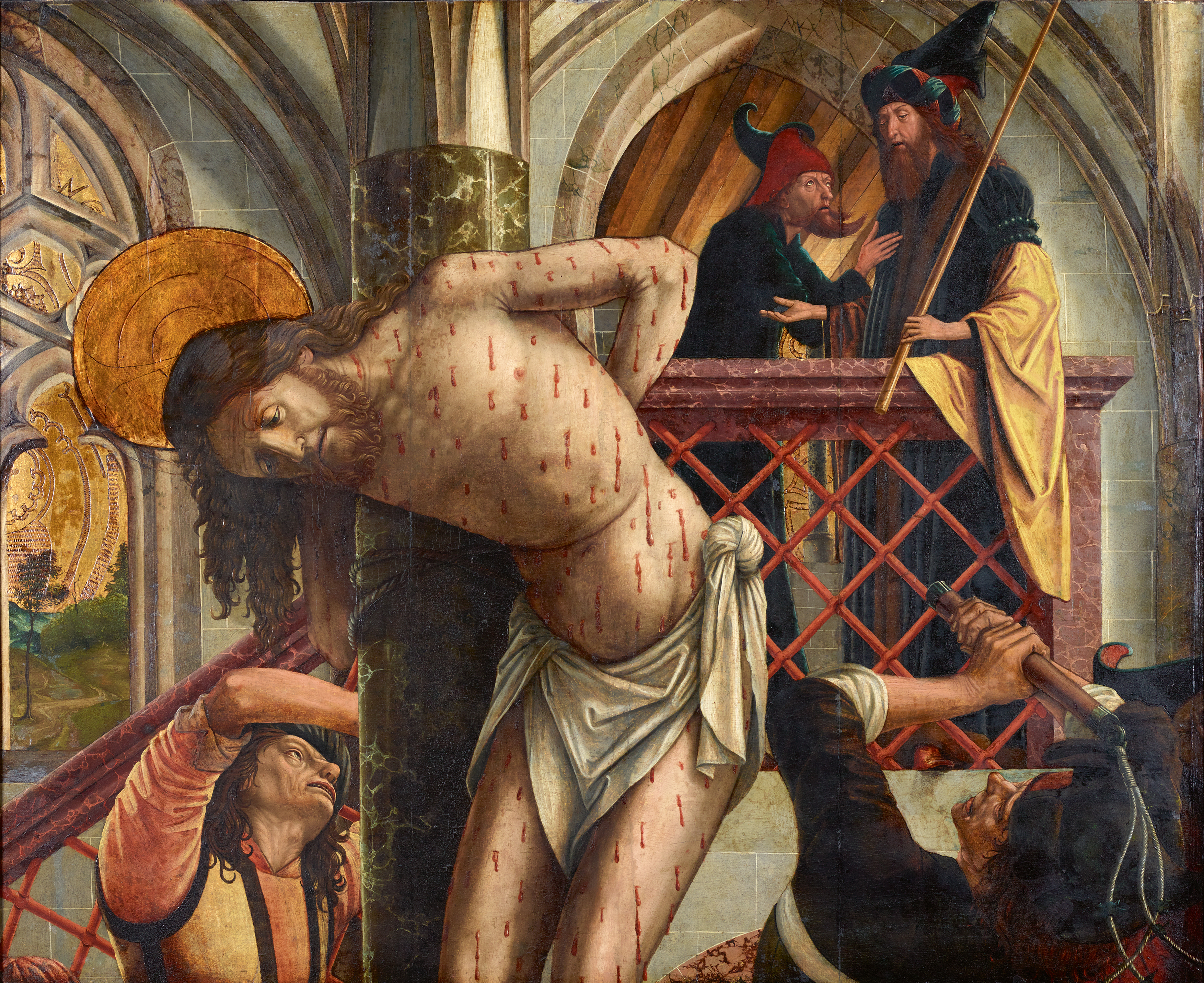
Geißelung Christi, vor 1497/1498, Österreichische Galerie Belvedere, Wien – Teil des ehemaligen Hochaltars der Salzburger Franziskanerkirche

Ausgehend vom Stil der Südtiroler Meister um 1450 gelangte Michael Pacher unter dem Einfluss Hans Multschers und der oberitalienischen Kunst, vor allem des Bildhauers Donatello und des Malers Andrea Mantegna, zu einer im deutschsprachigen Raum neuen Bildersprache. Die Linearperspektive kennzeichnet seine Architektur- und Raumdarstellung. Plastizität, gesteigerter Ausdruck und sprechende Geste prägen seine Gestalten. Die Behandlung von Licht und Schatten lassen seine Bilder realistisch erscheinen. In idealer Weise verbindet er Bildschnitzerei und Malerei.
Bekannt sind vor allem Pachers Altarwerke, u. a.:
- der Laurentiusaltar für St. Lorenzen bei Bruneck
- der Marienaltar für die Alte Pfarrkirche in Gries bei Bozen
- der Pacher-Altar in St. Wolfgang im Salzkammergut
- der Kirchenväteraltar für Kloster Neustift bei Brixen, jetzt in der Alten Pinakothek in München
- Der hl. Laurentius vor Kaiser Decius, Teil des ehemaligen Hochaltars der Pfarrkirche von St. Lorenzen im Pustertal (Südtirol), um 1465, Belvedere, Wien[2]

Vollständig erhalten geblieben ist jedoch nur der Altar von St. Wolfgang. Von den restlichen Werken des Meisters sind nur mehr Teile erhalten, zu besichtigen beispielsweise in der Alten Pinakothek in München oder in der Österreichischen Galerie Belvedere in Wien. Bemerkenswerte Freskenarbeiten des Meisters sind in der romanischen Basilika des Benediktinerstiftes St. Paul zu finden. Dort zeigt Pacher einen Zyklus von Heiligendarstellungen im gotischen Gewölbe, das nach dem Brand der romanischen Flachdecke eingezogen wurde.
Vermutlich stammt auch das sog. „Buchbild“ mit der Inschrift „LIBER VITAE APOC III“ – im Rübenacher Untersaal der Burg Eltz zu sehen – aus seiner Werkstatt. Dargestellt ist wohl ein Messbuch seiner Zeit. Auch in diesem Werk kommt seine Fähigkeit der perspektivischen Malerei sehr deutlich zur Wirkung. Das Tafelbild macht aus jeder Blickrichtung einen sehr plastischen nahezu dreidimensionalen Eindruck.